# Galeries Lafayette
Galeries Lafayette és una marca de grans magatzems propietat del Grup Galeries Lafayette. La idea de les Galeries Lafayette és proposar sobre un sol espai desenes de grans marques de moda (sobretot des dels anys 50, amb la revolució del prêt-à-porter), de bosses de mà, complements, joies i llar, entre d'altres. Totes les marques, que varien depenent del magatzem, són presentades sobre stands propis com petites botigues que presenten una selecció d'articles de la casa.